# 吉姆·萨维奇
吉姆·萨维奇（英語：Jim Savage，1936年7月1日—2023年2月20日），新西兰男子田径、射箭、乒乓球运动员。他曾代表新西兰参加1968年、1972年、1976年和1980年夏季残疾人奥林匹克运动会，获得二枚铜牌。